# Лакота (плем'я)
Лакота (Lakota, МФА: [laˈkˣota], також Teton, Tetonwan) — народ індіанців США. Є частиною конфедерації Лакота, що складається з семи племен сіу. Розмовляють мовою лакота, одним з діалектів мови сіу.

## Історія

### Луїзіана
1803: Договір про Купівлю Луїзіани між США і Францією, у якому США обіцяють поважати свободи, власність і релігійні права мешканців території, включаючи Лакота.
Сполучені Штати і Франція підписали Договір про купівлю Луїзіани. Проте Сполучені Штати при цьому не купили у Франції жодної індіанської землі. Вони просто оформили угоду, що Франція не зможе конкурувати із Сполученими Штатами в здійсненні договорів з індіанськими племенами на цій території.
Лакота класифіковані ясно позначеною третьою стороною за Статтею III Договору про купівлю Луїзіани відповідним державам положенням:
«Мешканці переданої території повинні… бути підтримані і захищені у вільному володінні їх свободою, власністю і релігією, яку вони сповідують».
Інше положення договору це, наприклад, вимога, щоб мешканці території були допущені в Союз, що пов'язав би їх зі Сполученими Штатами, якщо Лакота захотіли б бути прийнятими до складу Союзу. Проте це положення необов'язкове для Лакота. Лакота не були учасниками Договору про купівлю Луїзіани і не можуть бути зв'язані ним проти їх волі, хоча отримують вигоди від нього.

### Угоди США із Сіу

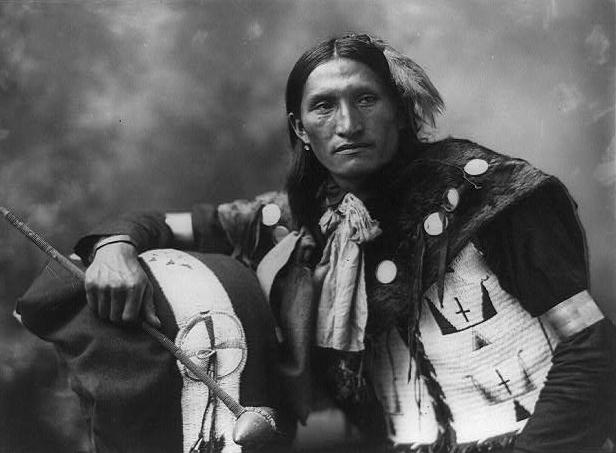
Індіанець племени Лакота (бл. 1899)

1805—1868: Численні договори між США і народом Сіу, всі з яких порушили США.
Перша угода між США і частиною Лакота і різні інші договори про «мир і дружбу» між Лакота і США були підписані 1805 року. Оскільки громадяни США продовжували вторгатися на територію Лакоти у всезростаючому числі, напружені стосунки й насильство врешті-решт прорвалися назовні. Щоб запобігти повномасштабній війні, за Договором 1851 року у Форті Ларамі США вимагали дозволити транспортний маршрут через територію Лакота. Договір не ослабляв суверенітет або незалежність Лакота. Фактично Договір визнавав Лакота як незалежну країну і поважав «весь національний бізнес» Лакота.
Після чергових порушень Сполученими Штатами Договору 1851 року між Лакота і США спалахнула війна. Лакота перемогли США в так званій «Війні Червоної Хмари», привівши США до скликання іншої конференції для укладення Договору у Форті Ларамі. За Другою угодою США погодилися залишити Бозменський Тракт і військові форти, які були побудовані уздовж нього, і обіцяли тримати американські війська і поселенців поза територією Лакота.
Після військової поразки Сполучені Штати Америки 1868 року направили до Лакота комісію для мирних перемовин. Комісія підтвердила кордони Лакота, закріплені Договором 1851 року, підписаним у форті Ларамі. По дорозі назад до Вашингтону Договірна комісія Сполучених Штатів Америки, зупинившись у Чикаго, змінила кордони Нації Лакота, виключивши всі землі на південь від нинішнього кордону Небраски і Південної Дакоти, всі землі у Вайомінгу на південь від цієї широти, і зменшивши землі в Монтані і Північній Дакоті.
Практично негайно США почали порушувати умови Договору, прокладаючи залізницю і порушуючи кордон, зневажаючи інтереси Лакота і розкрадаючи їх ресурси і територію.
1871 року США вирішили більше не вступати в угоди з місцевими націями, але останній американський закон про Договори ясно проголошував, що нова політика Сполучених Штатів жодним чином не ослаблятиме або не обмежуватиме ті Договори між місцевими націями і США, які вже мали силу. Лакота послідовно покладалися на недоторканність Договору між США і Лакота.
1874 року американський військовий командувач Джордж Кастер вторгся в найбільш священну частину території Лакота — Паху Сапа (Блек-Гіллс — Чорні Горби), що спричинило також вторгнення золотошукачів, і викликаючи нову війну між США і Лакота. Унаслідок війни територія Лакота була незаконно захоплена США, а природні ресурси на мільярди доларів були вкрадені з окупованих територій Лакота.
1876 року були незаконно захоплені Чорні Горби. У травні 1877 року військо лакота на чолі з вождем на ім'я Шалений Кінь капітулювало.
Американський Верховний Суд визнав свободу і незалежність Лакота в справі про розмежування землі, «виключаючи Частину Воронячого Пса» (1883 р.). Проте американський Конгрес спробував вкрасти незалежність Лакота в обхід Головного закону про Злочини, однобічно розповсюдивши американську кримінальну юрисдикцію на територію Лакота.

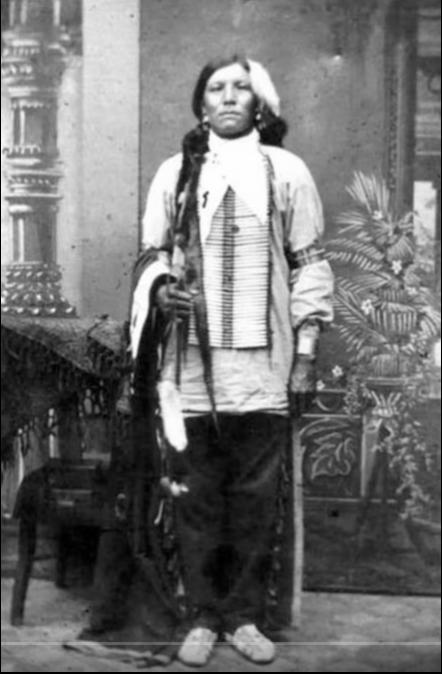
Шалений Кінь
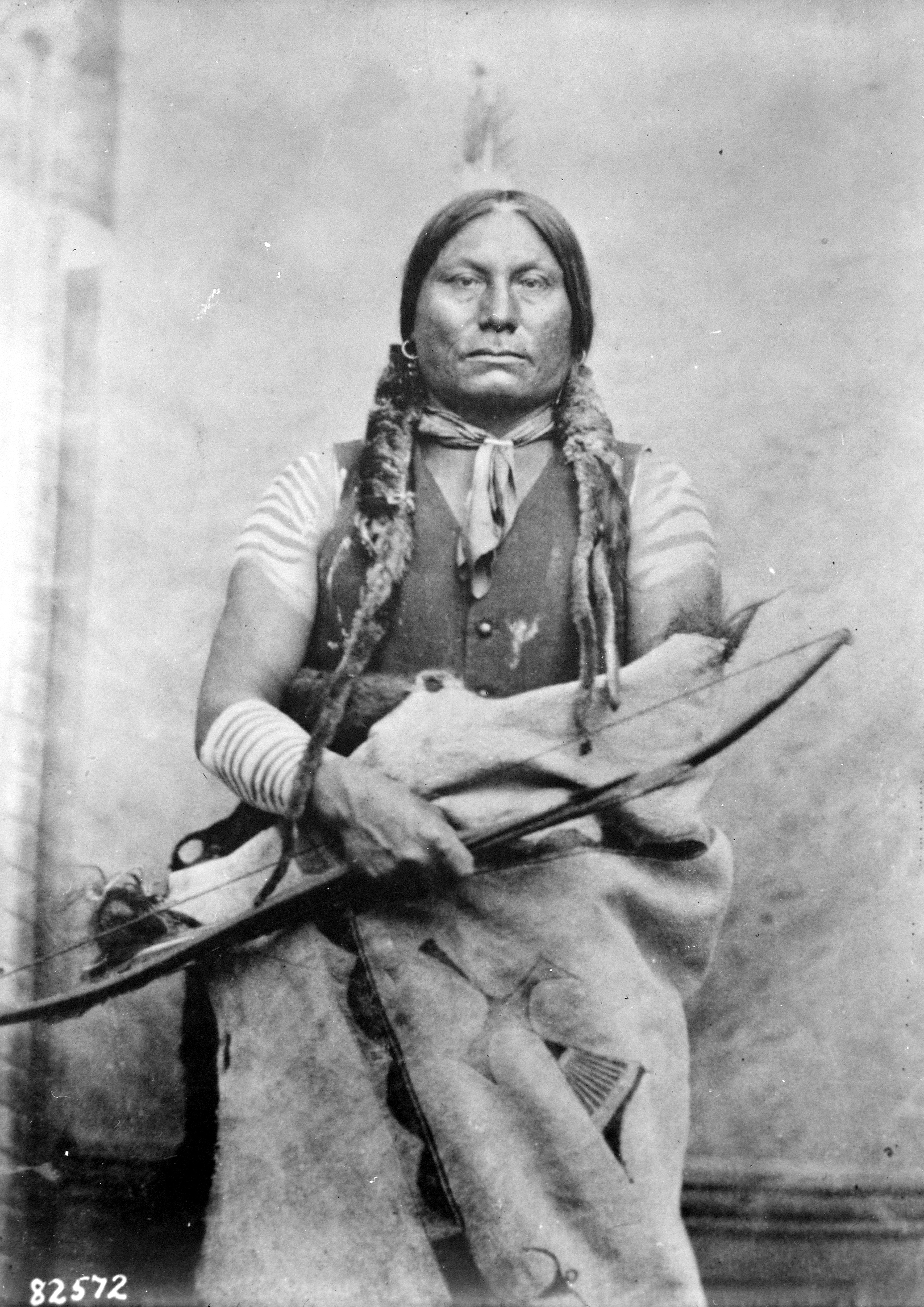
Gall
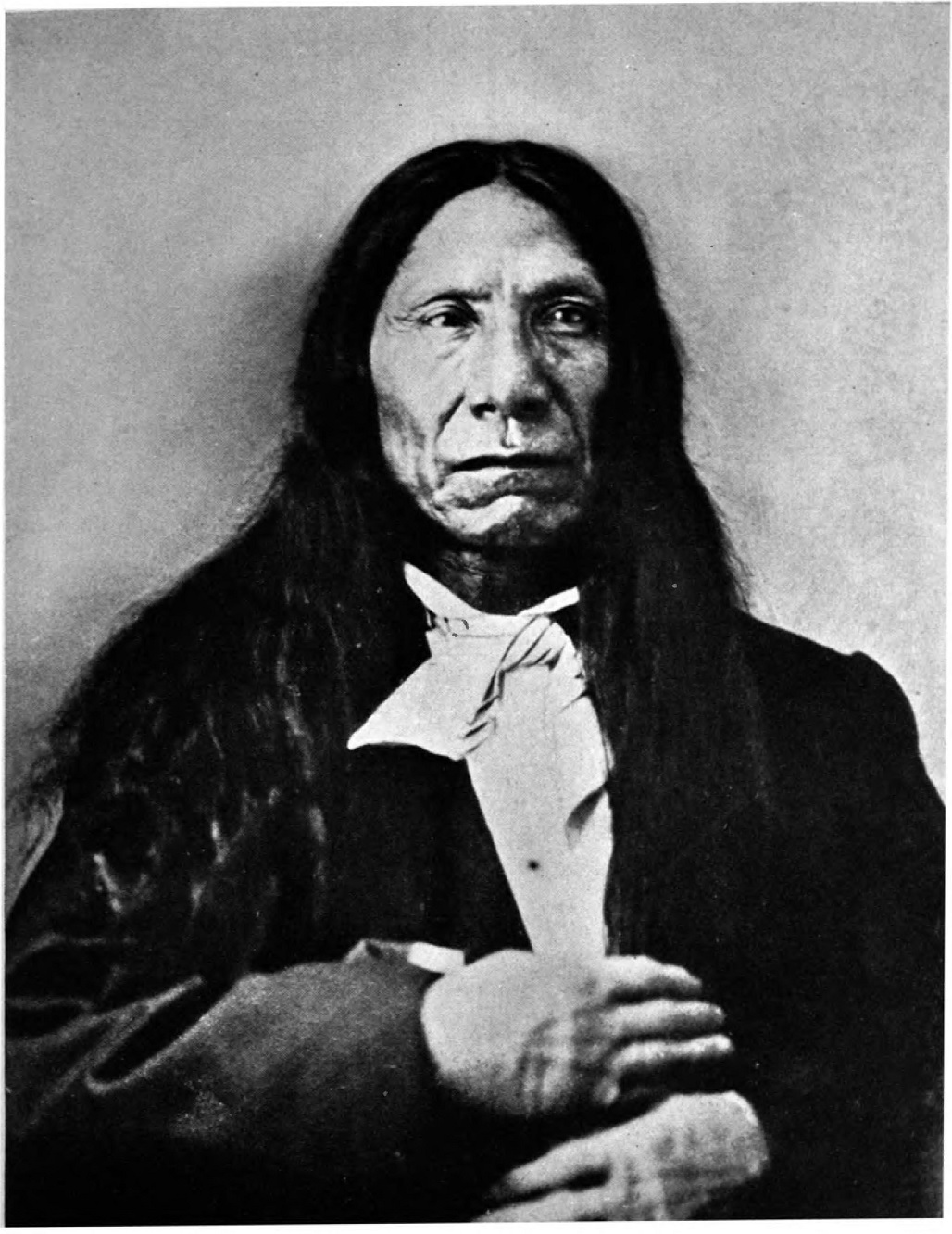
Red Cloud
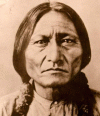
Sitting Bull

### Етапи боротьби за незалежність

Прапор племені Оглала Сіу, що пізніше став прапором Конфедерації Лакота

1974: Міжнародна Договірна Конференція, що зібрала понад 5000 Лакота, у тому числі багатьох старійшин. Старійшини Лакота надають два мандати (розпорядження) учасникам: про міжнародне визнання прав корінних народів і суверенітет. Також конференцією прийнята Декларація Розвитку Незалежності. Ці кроки включали складання їх власної «декларації незалежності», що продовжується, і використанням державного і міжнародного права, щоб затвердити їх законне положення.
1980 рішенням американського Верховного Суду уряд США мав надати $ 122 мільйони як компенсацію племені Лакота за землю. Лакота відмовилися від компенсації і вимагали повернення землі.
Вересень 2007: ООН приймає Декларацію Прав корінних народів.
20 грудня 2007 група Представників під Делегацією Свободи імені Лакота прибула у вашингтонський округ Колумбія, щоб анонсувати розірвання договорів Лакота з урядом Сполучених Штатів. Так делегація Свободи Лакота розриває всі договори зі США.
|  | Однобічне Розірвання Лакота Всіх Угод і Договорів із Сполученими Штатами Америки Ми, як Волелюбний народ Лакота, є попередником суверенітету Території Дакота, доказом чому служать Договори з Урядом Сполучених Штатів, включаючи, але не обмежуючись ними, Договори 1851 і 1868 рр., підписані у Форті Ларамі. Лакота формально і в однобічному порядку відходять від всіх угод і договорів, нав'язаних Урядом Сполучених Штатів Народові Лакота. Лакота протягом, як мінімум, 155 років чекали, що Сполучені Штати Америки почнуть нарешті дотримуватися умов вищеназваних договорів. Порушення цих договірних умов, що продовжуються, привели до майже повного знищення нашого народу фізично, духовно і культурно. Лакота відкидають відведені їм політикою Привласнення Сполучених Штатів з 1871 дотепер межі. Крім того, свідоцтва грубих порушень вищеназваних договорів перераховані в списку, що додається. Лакота закликають Сполучені Штати Америки через їх Уряд до вступу до діалогу з Лакота відносно їх кордонів, землі і ресурсів.. Якщо Сполучені Штати і підлеглі їм уряди не побажають діяти по хорошому в справі відродження нашої нації, ми таким чином повідомляємо Уряд Сполучених Штатів, що Лакота почнуть здійснювати накладення арешту на операції з нерухомим майном в межах п'яти державних областей Лакота. Лакота через їх Уряд призначили таких представників для розірвання всіх договорів із Сполученими Штатами Америки, заснованого на Віденській Конвенції, на Законі про Договори, що набрав чинності в 1980 році, і на Декларації Прав Корінних Народів ООН 2007 року: Tegheya Kte Раніше відомий як Гарі Роланд. Oyate Wacinyapin Раніше відомий як Рассел Мінс Mni yuha Najin Win Раніше відома як Філліс Янг Republic Of Lakotah P.o. Box 99 Porcupine Lakotah 57772 |

### Невизнана держава

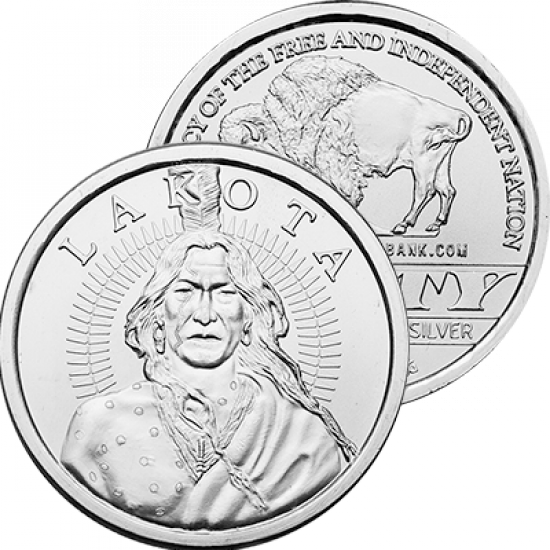
Монети Лакоти

Індіанці американського племені лакота в однобічному порядку розірвали всі угоди з урядом США. Причиною розриву стосунків стало постійне порушення з боку США договорів, укладених 150 років тому, які, за словами індіанців, „є нічим іншим, як «порожніми словами на дешевому папері»“. «Ми більш не є громадянами США, і всі, хто живе в зоні п'яти племен, що є територію нашої країни, можуть вільно приєднатися до нас», — цитує агентство активіста боротьби за права індіанців Рассел Мінс. «Ми — волелюбні індіанці племені лакота з резервацій народу сіу в Небрасці, Південній Дакоті, Монтані, страждаємо від культурного і фізичного геноциду в системі колоніального апартеїду, в якій ми були вимушені жити. Ми прибули до Вашингтона для того, щоб вийти з обумовленого в конституції договору, щоб створити вільну і незалежну країну», — говориться в повідомленні індіанців лакота.
Глава племені Рассел Мінс заявив: «Усі, хто проживає в зоні п'яти штатів (Небраска, Південна Дакота, Північна Дакота, Монтана і Вайомінг) можуть приєднатися до нас». Мінс відвідав посольства Болівії, Чилі, ПАР і Венесуели, де також заявив про незалежність і закликав ці та інші країни визнати нову державу.
У новій країні розробляється власна система паспортів і водійських прав, планується скасувати оподаткування. За свідченнями Мінса, плем'я розірвало договори виключно на законних підставах. «Це зроблено відповідно до законів, прийнятих у рамках Віденської конвенції 1980 року. Ми законно користуємося нашим правом на свободу і незалежність», — заявив Мінс.
Реакція Вашингтона наразі відсутня, проте експерти відзначають, що це вже не перший випадок в історії США, коли індіанці намагаються утворити власну державу, вийшовши із-під юрисдикції Вашингтона, і ця спроба, як і всі попередні, приречена на провал.